# Дудниково (Псковська область)
Дудниково (рос. Дудниково) — присілок в Палкінському районі Псковської області Російської Федерації.
Населення становить 23 особи. Входить до складу муніципального утворення Палкінська волость.

## Історія
Від 2015 року входить до складу муніципального утворення Палкінська волость.

## Населення
| 2001 | 2002 | 2010 | 2012 | 2016 |
| ---- | ---- | ---- | ---- | ---- |
| 31   | ↘29  | ↘23  | ↘22  | ↗23  |